# Laura Ferrés
Laura Ferrés (Barcelona, 1989) es una directora de cine y guionista española. Los Desheredados es un primer proyecto tras la universidad y fue galardonado como mejor cortometraje en la Semaine de la Critique del Festival de Cannes, Premios Goya y Premios Gaudí, entre muchos otros reconocimientos. En 2023 obtuvo la Espiga de Oro con la película La imatge permanent en la Semana Internacional de Cine de Valladolid (Seminci).

## Biografía
Laura Ferrés nació en 1989 en Barcelona y creció en El Prat de Llobregat. Su familia tenía una pequeña empresa de autocares que tuvo que cerrar debido a la crisis financiera española. Este acontecimiento fue la base de su cortometraje, Los Desheredados.
Se graduó en Dirección Cinematográfica por la ESCAC, donde actualmente imparte clases. 

## Los Desheredados
Los Desheredados fue estrenado en la Semaine de la Critique 2017 del Festival de Cannes, donde fue la única pieza española seleccionada ese año y donde ganó el Leica Cine Discovery Prize al mejor cortometraje en competición tras la decisión unánime del jurado.
Se trata de un híbrido entre ficción y documental escrito por la propia Laura Ferrés y protagonizado por su padre, Pere Ferrés, y su abuela, Mari Álvarez. Los Desheredados muestra los últimos días en los que la empresa familiar, Fersprat, seguía en funcionamiento, tras 40 años de actividad ininterrumpida. Fue rodado con los escasos ahorros de la directora y, según ésta, es un homenaje tanto a su familia como a todas aquellas personas golpeadas por la crisis.

## La imagen permanente
Su primer largometraje fue La imatge permanent, producido por Fasten Films y estrenado en 2023 en el Festival de Locarnoy poco después en la Semana Internacional de Cine de Valladolid, donde se alzó con la Espiga de Oro a la Mejor Película.

## Filmografía

### Directora
- 2017 - Los Desheredados (cortometraje, 18'), España.
- 2014 - A Perro Flaco (cortometraje, 19), España.
- 2023 - La imagen permanente (largometraje, 94'), España.

## Premios y reconocimientos
- 2017 - Mejor cortometraje en la Semaine de la Critique del Festival de Cannes.
- 2017 - Mejor cortometraje europeo en Curtas Vila do Conde.
- 2017 - Mejor guion y mejor interpretación masculina en el Festival de Cine de Alcalá de Henares (ALCINE).
- 2017 - Mejor cortometraje en el Festival de cinéma européen des Arcs.
- 2017 - Nominado a mejor cortometraje europeo en Premios del Cine Europeo.
- 2018 - Nominado a mejor cortometraje en los Premios Cinematográficos José María Forqué.
- 2018 - Mejor cortometraje en los Premios Gaudí.
- 2018 - Mejor cortometraje documental en los Premios Goya.
- 2023 - Espiga de Oro en la Seminci 2023 por La imagen permanente.[9]